# ウジョウシダレ
ウジョウシダレ（雨情枝垂、学名：Cerasus x subhirtella 'Ujou-shidare' Kubota、シノニム：Cerasus spachiana ‘Ujou-shidare’）は、バラ科サクラ属の栽培品種のサクラで、広義のシダレザクラかつヤエザクラで、エドヒガン系の中のコヒガン系の、エドヒガンとマメザクラの交雑種。栃木県宇都宮市鶴田町にある詩人の野口雨情邸（野口雨情旧居）にヤエベニシダレと共に植えられていたサクラが発祥で、雨情から命名された。
樹形は枝垂れ状で、樹高は亜高木、花弁は八重咲きで淡紅色の中輪の花をつける。東京での花期は4月中旬。花が平らに開き、がく筒も皿形に広がり、子房がやや露出することが多い点が特徴である。
- 日本花の会 結城農場にて